# 国鉄テム100形貨車
国鉄テム100形貨車（こくてつテム100がたかしゃ）は、かつて日本国有鉄道（国鉄）に在籍した鉄製有蓋車である。

## 概要

### テム100形
本形式は、国鉄が1953年（昭和28年）から1955年（昭和30年）にかけて、200両（テム100 - テム299）を製造した、戦後初の新製鉄製有蓋車で、国鉄の新製車として初めての15トン積み二軸車である。従来は12トン積みで賄われてきた鉄製有蓋車であったが、他の車種が15トン積みに対応するのに合わせて、本形式も15トン積みで製造された。
各年度における製造数は以下のとおりである。
- 昭和28年度 50両（テム100 - テム149）
- 昭和29年度 50両（テム150 - テム199）
- 昭和30年度 100両（テム200 - テム299）

車体は、積荷である生石灰と水との化学反応による発熱に対応するため、漏水を防ぐ構造にすると共に、床板・側板・屋根まですべて鋼板製である。積荷のばら積みに配慮して内側を平滑にするため、内張りはなく、側柱を外側に配して平鋼板を使用している。また、荷役用扉として車体中央部に幅1,700 mmの片引の鋼製戸を配し、側面にX型の補強用リブがある。側引戸は、粉塵によるつまりを防ぐため、吊戸であった。屋根は側板と一体の溶接構造とされている。
荷室の寸法は、長さ7,050 mm、幅2,300 mm、高さ2,300 mm、床面積は16.3 m2、容積は37.4 m3である。全長は7,850 mm、全幅は2,591 mm、全高は3,768 mm、軸距は4,000 mm、自重は9.1 tである。本形式の軸ばね支持装置は（一段）リンク式で、最高運転速度は65 km/h、車軸は12 t長軸である。

### テム300形

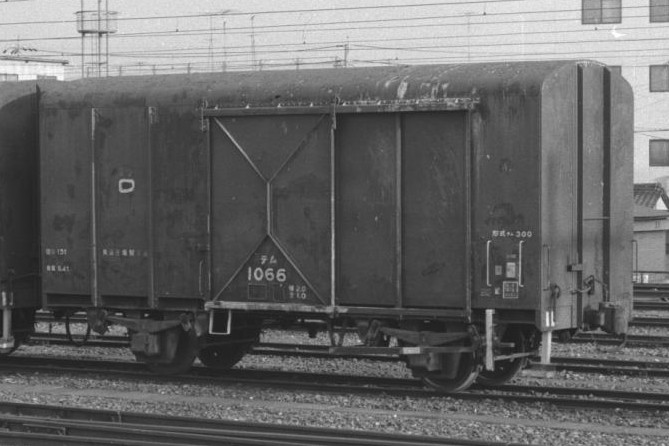
国鉄テム300形テム1066

1957年（昭和32年）からは、テム100形と同じ車体で走行装置を二段リンク式とし、最高運転速度を75 km/hに向上したテム300形が製造された。同形式は1963年（昭和38年）までに850両（テム300 - テム1149）が製造され、鉄製有蓋車の標準形式となった。テム300形は走り装置の変更のほか、連結器の緩衝装置が輪ばねに変更されている。
1967年（昭和42年）から1968年（昭和43年）にかけてテム100形も走行装置を二段リンク式に改造し、テム300形（テム1200 - テム1399）に編入された。なお、テム100形改造車は、改造までに2両（テム146,テム278）の廃車があったため198両で、改番は原番号に1100を加えて行われたため、2両分が欠番となっている。
テム300形は、生石灰の輸送用として、盛岡鉄道管理局（陸中松川駅）や高崎鉄道管理局（栃木駅、佐野駅）、名古屋鉄道管理局（美濃赤坂駅）などに専属配置されて使用されていたが、1971年（昭和46年）頃から廃車が進み、1985年（昭和60年）に形式消滅した。

## 同形車
本形式の同形車が、西武鉄道、秩父鉄道、上信電鉄に存在した。

### 西武鉄道スム201形・スム301形
スム201形は1960年（昭和35年）と1962年（昭和37年）に西武所沢車両工場で45両（スム201 - スム245）が製作された15 t積鉄側有蓋車。国鉄テム100形に範を取った設計だが通風器を持つ。登場時は一段リンク式であったがスム201 - スム220は二段リンクに改造されている。
スム301形は1962年（昭和37年）から1963年（昭和38年）にかけスム201形の二段リンク版として西武所沢車両工場で製作された15 t積鉄側有蓋車。30両（スム301 - スム330）が在籍したが、うちスム301 - スム304は1972年（昭和47年）に小麦粉用の物適貨車としてホッパ装置が設置された。

### 秩父鉄道テム500形・テム600形
秩父鉄道のテム500形は、1956年（昭和31年）12月に日立製作所で製造された国鉄テム100形の同形車で30両（テム501 - テム530）が製造された。1963年（昭和38年）10月には、増備車として国鉄テム300形と同形のテム600形が、汽車製造で50両（テム601 - テム650）製造されている。袋詰めセメントの輸送用であったと思われる。

### 上信電鉄テム1形

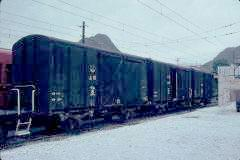
上信電鉄テム8・テム9・テム10

上信電鉄のテム1形は、1961年（昭和36年）に富士重工業で10両（テム1 - テム10）が製造された、国鉄テム300形の同形車である。社線内から発送される袋詰め生石灰の輸送用として、国鉄直通車として使用されたため、車号の下部に二重下線が引かれている。輸送形態の変化にともなって8両が廃車となったが、テム1とテム6の2両は2017年（平成29年）現在も車籍を残しており、デキ1形と連結して主にイベント用に使用されている。